# Precotto
Precotto (Precòtt in dialetto milanese, AFI: [preˈkɔt]) è un quartiere  di Milano, posto nella periferia nord-orientale della città, appartenente al Municipio  2 e al NIL n. 16 "Gorla - Precotto". 

## Origine del nome
Sull'etimologia del nome del quartiere di Precotto vi sono ipotesi discordanti; da una parte, potrebbe trattarsi di una forma dialettale praa/pree ("prato/prati") + cott nel senso di "riarso/-i". D'altra parte, però, si segnala un antico toponimo pulcoctum (1148, 1153) o ad Pullum Coctum (1162), Precogio XIII secolo, latino ecclesiastico Praecautum, che potrebbe ricordare un'antica osteria lungo la strada tra Milano e Monza.

## Storia

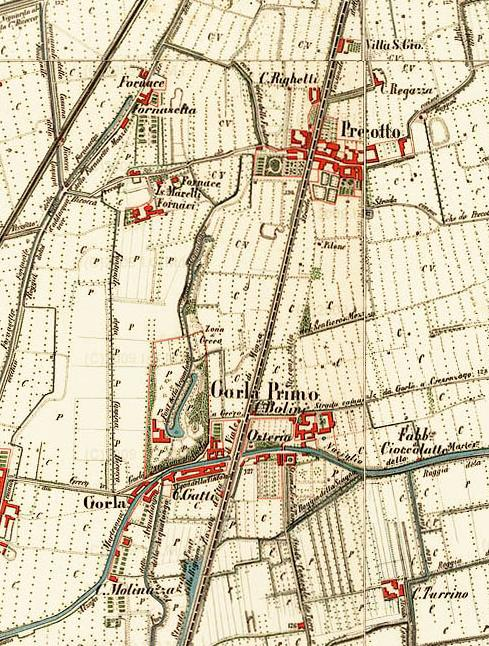
I nuclei storici di Gorla e Precotto, nella Carta di Manovra dell'IGM del 1878

Precotto era un piccolo centro abitato di antica origine, da sempre legato al territorio milanese, al cui interno era inserito nella Pieve di Bruzzano. Confinava con i comuni di Bicocca e di Segnano (poi fuso in Greco Milanese) ad ovest, Gorla Primo a sud, Crescenzago ad est e Sesto San Giovanni a nord. Oltre che dal centro abitato principale, il comune di Precotto era composto altre frazioni e località, tra le quali Villa San Giovanni e Brughirolo.

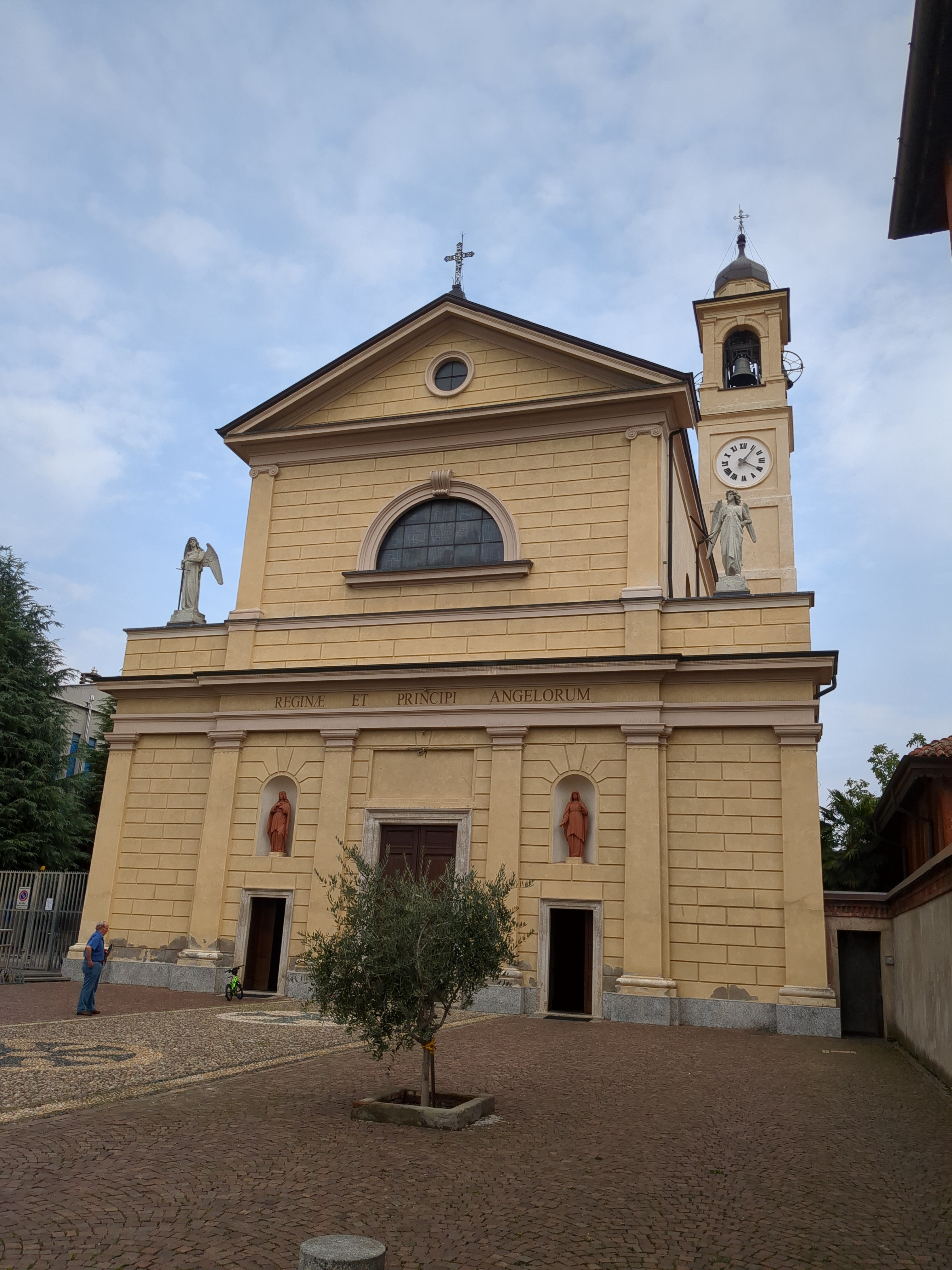
La chiesa parrocchiale di San Michele Arcangelo

Agli atti del 1751, Precotto risultava come un villaggio di 260 abitanti, saliti a 339 nel 1771 e a 494 nel 1805, nel pieno dell'età napoleonica, poco prima che nel 1808 il comune fosse soppresso e aggregato alla città di Milano, recuperando però l'autonomia dopo l'istituzione del Regno Lombardo-Veneto nel 1816.
L'abitato, che nel 1853 fece registrare 834 residenti, continuò a crescere negli anni, 881 nel 1861 su una superficie di 179 ettari, arrivando a quota mille nel 1872, a 1586 nel 1901, e a 2557 nel 1911.
Precotto costituì un comune autonomo fino al 1920, quando venne annesso da Gorla Primo nel nuovo comune di Gorla-Precotto. Tuttavia dopo soli tre anni anche il comune di Gorla-Precotto venne soppresso e annesso a Milano insieme ad altri dieci comuni.
Nel 1932 vi viene inaugurata dal principe Umberto II di Savoia la Ricevitrice Nord dell'AEM, importante struttura elettrica ancora oggi attiva.
Come tutti i quartieri dell'area a nord del centro di Milano, Precotto ha iniziato a crescere sin dalla prima metà del novecento, a causa della progressiva industrializzazione. È nel secondo dopoguerra che però subisce un aumento vertiginoso della popolazione per via dell'enorme flusso migratorio che accomuna un po' tutte le città del nord Italia.

## Monumenti e luoghi d’interesse
La parrocchia di Precotto risale al 1596.

## Infrastrutture e trasporti
- Linea M1: stazione di Precotto, Villa San Giovanni e Sesto Marelli

Il quartiere di Precotto è attraversato da Viale Monza, la prima strada a collegare Milano con Monza, e in particolare con la Villa Reale. Questa strada, costruita nella prima metà del XIX secolo, è stata la principale strada che collegava le due città fino all'apertura del Viale Fulvio Testi. Il quartiere avrebbe dovuto essere attraversato dalla Strada interquartiere Nord, che avrebbe collegato tra di loro i quartieri a nord del centro di Milano; tale progetto è stato sostituito dalla nuova tranvia Cascina Gobba-Certosa, che utilizzerà i binari già esistenti nel quartiere che fanno parte della linea tranviaria 7.

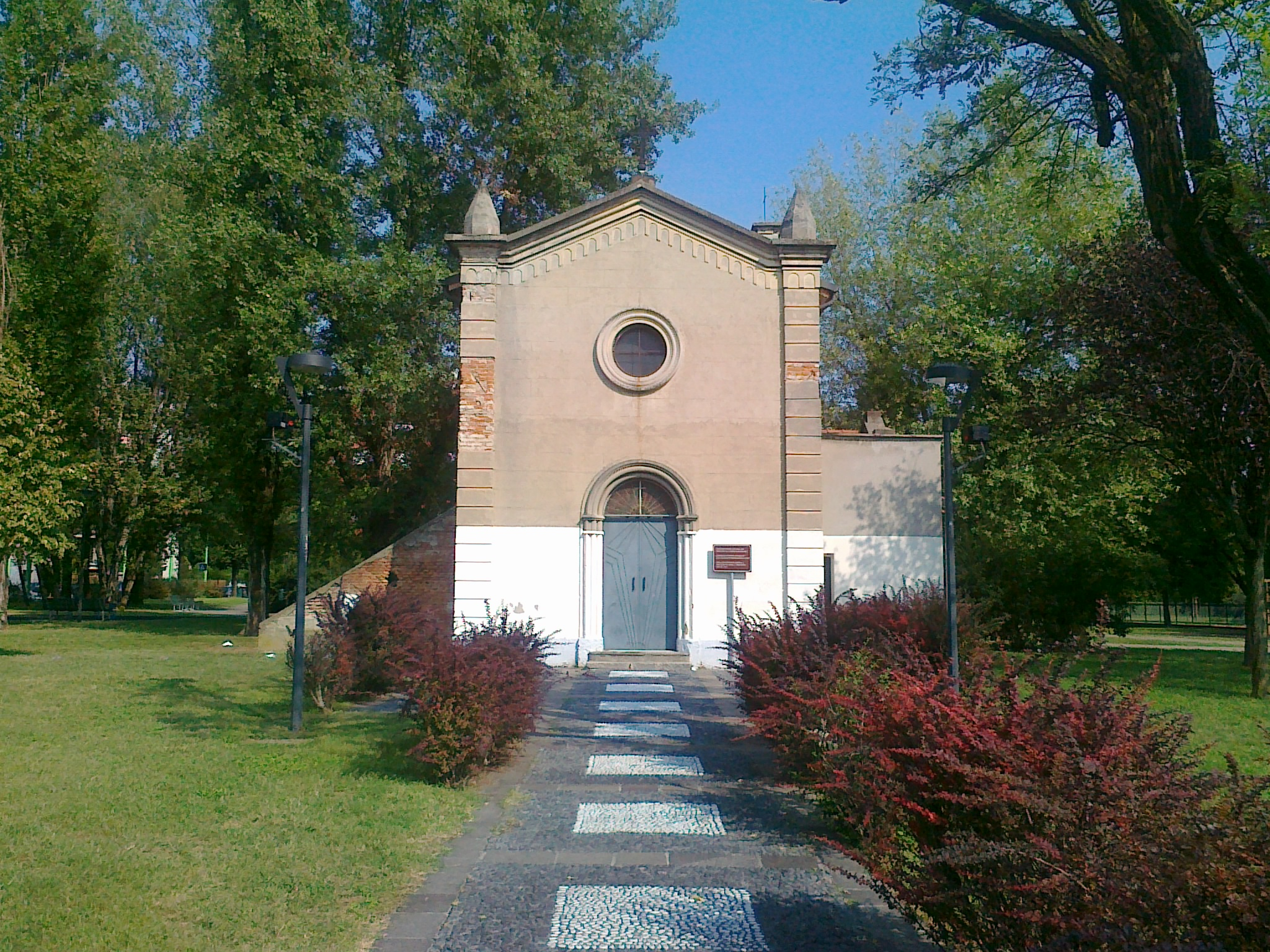
La chiesetta di Santa Maria Maddalena a Precotto, già cappella del cimitero dell'antico borgo, al posto del quale sorge oggi un parchetto

Nel quartiere sono presenti tre stazioni della linea M1 della metropolitana di Milano, Precotto, Villa San Giovanni e Sesto Marelli; quest'ultima si trova al confine tra il territorio di Milano e il territorio di Sesto San Giovanni. Presso il quartiere si trova anche il deposito di Precotto, costruito nella prima metà degli anni 1960, oggi utilizzato come deposito della metropolitana e tranviario. Precotto è, inoltre, lambito a ovest dalla ferrovia Milano-Monza, la seconda linea ferroviaria costruita in Italia.
Varie linee di autobus e una di tram, gestite da ATM, collegano Precotto ai quartieri limitrofi. In passato, Precotto era interessato al passaggio della linea tranviaria Milano-Monza, smantellata negli anni 1960 a seguito dell'apertura della metropolitana.

## Geografia antropica

### Altre località
Villa San Giovanni (già Villa, Villa in dialetto milanese, AFI: [ˈvila]) è un quartiere a nord di Precotto. La frazione di Villa era formata da poche cascine, su entrambi i lati della Strada provinciale per Monza. Come nel resto del quartiere, l'urbanizzazione della zona è iniziata nella prima metà del novecento, con la progressiva industrializzazione dell'area nord di Milano ed è proceduta rapidissima nel secondo dopoguerra.